# دانیل اچ‌بودژو
دانیل اچ‌بودژو (اوکراینی: Даніель Оскар Егбуджуо؛ زادهٔ ۴ ژانویهٔ ۲۰۰۲) بازیکن فوتبال اهل اوکراین است.
وی همچنین در تیم ملی فوتبال Ukraine U17 بازی کرده‌است.